# Maurice Vidal Portman

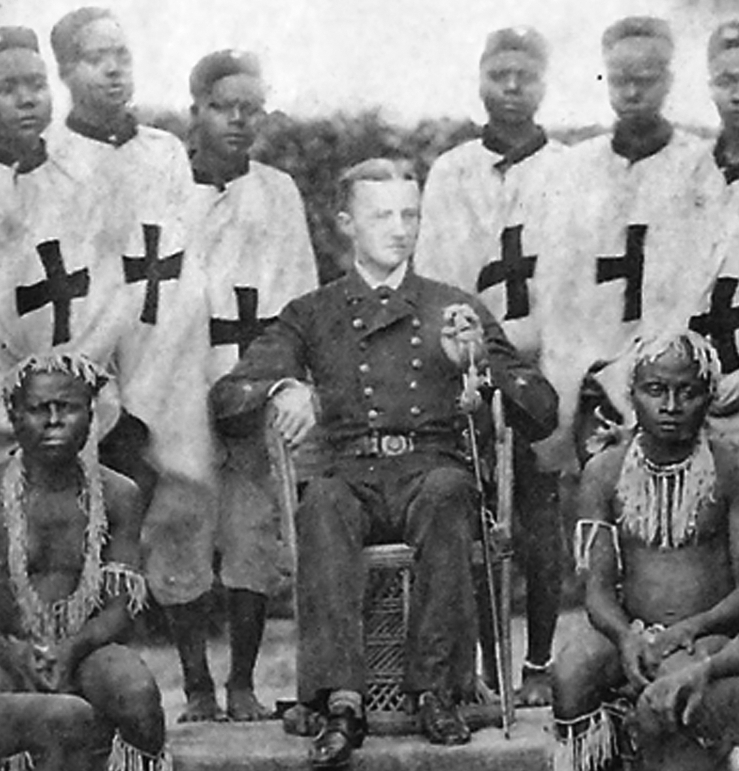
Maurice Vidal Portman

Maurice Vidal Portman (* 21. März 1860 in Surrey, England; † 14. Februar 1935 in Axbridge) war ein britischer Offizier, der als 19-Jähriger zum Verwalter der Andamanen in Britisch-Indien berufen wurde. Er gilt als der erste Europäer, der die Insel North Sentinel Island betrat und Kontakt mit dem isolierten Volk der Sentinelesen aufnahm. In der Folgezeit untersuchte Portman auch die Sprachen der indigenen Inselbevölkerungen und legte eine erste ethnografische Sammlung an, die nach seinem Tode an das British Museum überging.
Portmans Besuch bei den Sentinelesen und die anschließende Verschleppung von sechs ihrer Angehörigen in die Andamanen-Hauptstadt Port Blair führte zur schnellen Erkrankung und dem Tod der zwei Erwachsenen; daraufhin wurden die vier Kinder zu ihrer Heimatinsel zurückgebracht, möglicherweise infiziert. Später äußerte Portman in einer Rede vor der Royal Geographical Society in London seine Reue über das Aussterben der Indigenen auf den Andamaneninseln (siehe Portmans Begegnung mit den Sentinelesen 1879).

## Werke
- Notes of the Languages of the South Andaman Group of Languages. Office of the Superintendent of Government Printing, Kalkutta 1898 (englisch; archiviert auf archive.org).
- A history of our Relations with the Andamanese. Band 1 und 2. Office of the Superintendent of Government Printing, Kalkutta 1899 (englisch; Band 1 und Band 2 auf archive.org).
- The Exploration and Survey of the Little Andamans. Proceedings of the Royal Geographical Society and Monthly Record of Geography 10/9, 1888, 567-576. Stable URL: https://www.jstor.org/stable/1800974